# Kvalspelet till världsmästerskapet i fotboll 2010 (AFC)
AFC:s kvalspel till världsmästerskapet i fotboll 2010 var den asiatiska fotbollsfederationens kvalifikationsspel till Världsmästerskapet i fotboll 2010 i Sydafrika. Av de 46 medlemsförbunden deltog 43 i kvalificeringen. Nationerna tävlade om fyra direktplatser samt en ytterligare genom utslagsspel mot ett lag från Oceaniens VM-kval.
Australien, Japan, Nordkorea och Sydkorea tog de fyra direktplatserna, medan Bahrain misslyckades för andra gången i rad i det interkonfederala playoff-spelet. Sydkoreas VM-plats innebar att nationen skulle komma att delta i sitt sjunde raka VM-mästerskap – för Nordkorea del kom VM-slutspelet att bli deras andra, där det tidigare deltagandet var under VM 1966.
Kvalifikationsspelet förbereddes genom att rangordna nationerna efter meriter i VM 2006 och kvalspelet för samma mästerskap. De fem högst rankade lagen direktkvalificerades till tredje omgången medan de övriga 38 nationerna lottades i 19 parvisa dubbelmöten där de 11 högst rankade vinnarna kvalificerade sig till tredje omgången, medan de åtta sämst rankade vinnarna möttes i ytterligare parvisa dubbelmöten för att avgöra de sista fyra deltagande nationerna till tredje omgångens gruppspel om fem fyralagsgrupper.
Fjärde omgången utgjordes av två grupper om fem lag med gruppvinnarna och grupptvåorna från tredje omgången. De två gruppvinnarna samt de två andraplacerade nationerna i fjärde omgången kvalificerade sig för världsmästerskapet 2010. De två tredjeplacerade nationerna spelade ett dubbelmöte för att avgöra vilka som får möta ett lag från Oceaniens kvalgrupp.

## Omgång 1
| Lag 1       | Totalt           | Lag 2                 | Möte 1 | Möte 2      |
| Pakistan    | 0–7              | Irak                  | 0–7    | 0–0         |
| Uzbekistan  | 11–0             | Kinesiska Taipei      | 9–0    | 2–0         |
| Thailand    | 13–2             | Macao                 | 6–1    | 7–1         |
| Sri Lanka   | 0–6              | Qatar                 | 0–1    | 0–5         |
| Kina        | 11–0             | Myanmar               | 7–0    | 4–0         |
| Bhutan      | w/o              | Kuwait                |        |             |
| Kirgizistan | 2–2 (5–6 e.str.) | Jordanien             | 2–0    | 0–2 (e.fl.) |
| Vietnam     | 0–6              | Förenade arabemiraten | 0–1    | 0–5         |
| Bahrain     | 4–1              | Malaysia              | 4–1    | 0–0         |
| Östtimor    | 3–11             | Hongkong              | 2–3    | 1–8         |
| Syrien      | 5–1              | Afghanistan           | 3–0    | 2–1         |
| Jemen       | 3–2              | Maldiverna            | 3–0    | 0–2         |
| Bangladesh  | 1–6              | Tadzjikistan          | 1–1    | 0–5         |
| Mongoliet   | 2–9              | Nordkorea             | 1–4    | 1–5         |
| Oman        | 4–0              | Nepal                 | 2–0    | 2–0         |
| Palestina   | 0–7              | Singapore             | 0–4    | 0–3         |
| Libanon     | 6–3              | Indien                | 4–1    | 2–2         |
| Kambodja    | 1–5              | Turkmenistan          | 0–1    | 1–4         |
| Guam        | w/o              | Indonesien            |        |             |

Ursprungligen hade Bhutan lottats att spela mot Kuwait och Guam mot Indonesien, men både Guam och Bhutan drog sig ur kvalificeringen, vilket direktkvalificerade Indonesien till andra respektive Kuwait till tredje omgången.

## Omgång 2
| Lag 1      | Totalt | Lag 2        | Möte 1 | Möte 2 |
| Hongkong   | 0–3    | Turkmenistan | 0–0    | 0–3    |
| Indonesien | 1–11   | Syrien       | 1–4    | 0–7    |
| Singapore  | 3–1    | Tadzjikistan | 2–0    | 1–1    |
| Jemen      | 1–2    | Thailand     | 1–1    | 0–1    |

## Omgång 3

### Grupp 1
| Lag        | S | V | O | F | GM | IM | MS | P  |
| ---------- | - | - | - | - | -- | -- | -- | -- |
| Australien | 6 | 3 | 1 | 2 | 7  | 3  | +4 | 10 |
| Qatar      | 6 | 3 | 1 | 2 | 5  | 6  | −1 | 10 |
| Irak       | 6 | 2 | 1 | 3 | 4  | 6  | −2 | 7  |
| Kina       | 6 | 1 | 3 | 2 | 3  | 4  | −1 | 6  |

| Hemma \ Borta | Australien | Irak | Kina | Qatar |
| Australien    | —          | 1–0  | 0–1  | 3–0   |
| Irak          | 1–0        | —    | 1–1  | 0–1   |
| Kina          | 0–0        | 1–2  | —    | 0–1   |
| Qatar         | 1–3        | 0–0  | 2–0  | —     |

### Grupp 2
| Lag      | S | V | O | F | GM | IM | MS | P  |
| -------- | - | - | - | - | -- | -- | -- | -- |
| Japan    | 6 | 4 | 1 | 1 | 12 | 3  | +9 | 13 |
| Bahrain  | 6 | 3 | 2 | 1 | 7  | 5  | +2 | 11 |
| Oman     | 6 | 2 | 2 | 2 | 5  | 7  | −2 | 8  |
| Thailand | 6 | 0 | 1 | 5 | 5  | 14 | −9 | 1  |

| Hemma \ Borta | Bahrain | Japan | Oman | Thailand |
| Bahrain       | —       | 1–0   | 1–1  | 1–1      |
| Japan         | 1–0     | —     | 3–0  | 4–1      |
| Oman          | 0–1     | 1–1   | —    | 2–1      |
| Thailand      | 2–3     | 0–3   | 0–1  | —        |

### Grupp 3
| Lag          | S | V | O | F | GM | IM | MS  | P  |
| ------------ | - | - | - | - | -- | -- | --- | -- |
| Sydkorea     | 6 | 3 | 3 | 0 | 10 | 3  | +7  | 12 |
| Nordkorea    | 6 | 3 | 3 | 0 | 4  | 0  | +4  | 12 |
| Jordanien    | 6 | 2 | 1 | 3 | 6  | 6  | 0   | 7  |
| Turkmenistan | 6 | 0 | 1 | 5 | 1  | 12 | −11 | 1  |

| Hemma \ Borta | Jordanien | Nordkorea | Sydkorea | Turkmenistan |
| Jordanien     | —         | 0–1       | 0–1      | 2–0          |
| Nordkorea     | 2–0       | —         | 0–0      | 1–0          |
| Sydkorea      | 2–2       | 0–0       | —        | 4–0          |
| Turkmenistan  | 0–2       | 0–0       | 1–3      | —            |

### Grupp 4
| Lag          | S | V | O | F | GM | IM | MS  | P  |
| ------------ | - | - | - | - | -- | -- | --- | -- |
| Uzbekistan   | 6 | 5 | 0 | 1 | 17 | 7  | +10 | 15 |
| Saudiarabien | 6 | 5 | 0 | 1 | 15 | 5  | +10 | 15 |
| Singapore    | 6 | 2 | 0 | 4 | 7  | 16 | −9  | 6  |
| Libanon      | 6 | 0 | 0 | 6 | 3  | 14 | −11 | 0  |

| Hemma \ Borta | Libanon | Saudiarabien | Singapore | Uzbekistan |
| Libanon       | —       | 1–2          | 1–2       | 0–1        |
| Saudiarabien  | 4–1     | —            | 2–0       | 4–0        |
| Singapore     | 2–0     | 0–3          | —         | 3–7        |
| Uzbekistan    | 3–0     | 3–0          | 3–0       | —          |

### Grupp 5
| Lag                   | S | V | O | F | GM | IM | MS | P  |
| --------------------- | - | - | - | - | -- | -- | -- | -- |
| Iran                  | 6 | 3 | 3 | 0 | 7  | 2  | +5 | 12 |
| Förenade arabemiraten | 6 | 2 | 2 | 2 | 7  | 7  | 0  | 8  |
| Syrien                | 6 | 2 | 2 | 2 | 7  | 8  | −1 | 8  |
| Kuwait                | 6 | 1 | 1 | 4 | 8  | 12 | −4 | 4  |

| Hemma \ Borta         | Förenade arabemiraten | Iran | Kuwait | Syrien |
| Förenade arabemiraten | —                     | 0–1  | 2–0    | 1–3    |
| Iran                  | 0–0                   | —    | 2–0    | 0–0    |
| Kuwait                | 2–3                   | 2–2  | —      | 4–2    |
| Syrien                | 1–1                   | 0–2  | 1–0    | —      |

## Omgång 4
Fjärde omgången lottades 27 juni 2008. I lottningen rangordnades de tio kvalificerade lagen efter FIFA:s ranking över deras deltagande i Fotbolls-VM 2006, och sorterades in i fyra potter som lottades in i de två grupperna om fem lag. Japan och Saudiarabien rankades lika, och lotten avgjorde att Japan rankades fyra och Saudiarabien femma. 
Gruppsegrarna och grupptvåorna kvalificerar sig till VM och de två tredjeplacerade nationerna spelar ett dubbelmöte för att avgöra vem som möter det kvalificerade laget från Oceaniens kvalspel.
| Pott 1        | Pott 2   | Pott 3          | Pott 4        | Pott 4                   |
| ------------- | -------- | --------------- | ------------- | ------------------------ |
| 1. Australien | 3. Iran  | 5. Saudiarabien | 7. Uzbekistan | 9. Förenade arabemiraten |
| 2. Sydkorea   | 4. Japan | 6. Bahrain      | 8. Nordkorea  | 10. Qatar                |

### Grupp A
| Lag        | S | V | O | F | GM | IM | MS  | P  |
| ---------- | - | - | - | - | -- | -- | --- | -- |
| Australien | 8 | 6 | 2 | 0 | 12 | 1  | +11 | 20 |
| Japan      | 8 | 4 | 3 | 1 | 11 | 6  | +5  | 15 |
| Bahrain    | 8 | 3 | 1 | 4 | 6  | 8  | −2  | 10 |
| Qatar      | 8 | 1 | 3 | 4 | 5  | 14 | −9  | 6  |
| Uzbekistan | 8 | 1 | 1 | 6 | 5  | 10 | −5  | 4  |

| Hemma \ Borta | Australien | Bahrain | Japan | Qatar | Uzbekistan |
| Australien    | —          | 2–0     | 2–1   | 4–0   | 2–0        |
| Bahrain       | 0–1        | —       | 2–3   | 1–0   | 1–0        |
| Japan         | 0–0        | 1–0     | —     | 1–1   | 1–1        |
| Qatar         | 0–0        | 1–1     | 0–3   | —     | 3–0        |
| Uzbekistan    | 0–1        | 0–1     | 0–1   | 4–0   | —          |

#### Resultat
|  | 6 september 2009 | Bahrain                  | 2 – 3 | Japan                                           | Bahrain National Stadium, Riffa                       |                                                       |
|  |                  | Isa 87′ Tulio 88′ (sjm.) |       | S. Nakamura 18′ Endo 44′ (str.) K. Nakamura 85′ | Publik: 20 000 Domare: Abdul Malik Bashir (Singapore) | Publik: 20 000 Domare: Abdul Malik Bashir (Singapore) |
|  |                  |                          |       |                                                 | Publik: 20 000 Domare: Abdul Malik Bashir (Singapore) | Publik: 20 000 Domare: Abdul Malik Bashir (Singapore) |
|  |                  |                          |       |                                                 | Publik: 20 000 Domare: Abdul Malik Bashir (Singapore) | Publik: 20 000 Domare: Abdul Malik Bashir (Singapore) |

|  | 6 september 2008 | Qatar                                       | 3 – 0 | Uzbekistan | Jassim Bin Hamad Stadium, Doha                          |                                                         |
|  |                  | Siddiq 37′ Magid Mohamed 73′ Al-Bloushi 86′ |       |            | Publik: 8 000 Domare: Subkhiddin Mohd Salleh (Malaysia) | Publik: 8 000 Domare: Subkhiddin Mohd Salleh (Malaysia) |
|  |                  |                                             |       |            | Publik: 8 000 Domare: Subkhiddin Mohd Salleh (Malaysia) | Publik: 8 000 Domare: Subkhiddin Mohd Salleh (Malaysia) |
|  |                  |                                             |       |            | Publik: 8 000 Domare: Subkhiddin Mohd Salleh (Malaysia) | Publik: 8 000 Domare: Subkhiddin Mohd Salleh (Malaysia) |

|  | 10 september 2008 | Uzbekistan | 0 – 1 | Australien       | Pachtakor Markazij-stadion, Tasjkent           |                                                |
|  |                   |            |       | Chipperfield 26′ | Publik: 34 000 Domare: Saad Al Fadhli (Kuwait) | Publik: 34 000 Domare: Saad Al Fadhli (Kuwait) |
|  |                   |            |       |                  | Publik: 34 000 Domare: Saad Al Fadhli (Kuwait) | Publik: 34 000 Domare: Saad Al Fadhli (Kuwait) |
|  |                   |            |       |                  | Publik: 34 000 Domare: Saad Al Fadhli (Kuwait) | Publik: 34 000 Domare: Saad Al Fadhli (Kuwait) |

|  | 10 september 2008 | Qatar    | 1 – 1 | Bahrain    | Jassim Bin Hamad Stadium, Doha                |                                               |
|  |                   | Soria 6′ |       | Fatadi 67′ | Publik: 7 000 Domare: Kim Dong Jin (Sydkorea) | Publik: 7 000 Domare: Kim Dong Jin (Sydkorea) |
|  |                   |          |       |            | Publik: 7 000 Domare: Kim Dong Jin (Sydkorea) | Publik: 7 000 Domare: Kim Dong Jin (Sydkorea) |
|  |                   |          |       |            | Publik: 7 000 Domare: Kim Dong Jin (Sydkorea) | Publik: 7 000 Domare: Kim Dong Jin (Sydkorea) |

|  | 15 oktober 2008 | Australien                                   | 4 – 0 | Qatar | Suncorp Stadium, Brisbane                              |                                                        |
|  |                 | Cahill 8′ Emerton 17′ (str.) 58′ Kennedy 76′ |       |       | Publik: 34 320 Domare: Khalil Al Ghamdi (Saudiarabien) | Publik: 34 320 Domare: Khalil Al Ghamdi (Saudiarabien) |
|  |                 |                                              |       |       | Publik: 34 320 Domare: Khalil Al Ghamdi (Saudiarabien) | Publik: 34 320 Domare: Khalil Al Ghamdi (Saudiarabien) |
|  |                 |                                              |       |       | Publik: 34 320 Domare: Khalil Al Ghamdi (Saudiarabien) | Publik: 34 320 Domare: Khalil Al Ghamdi (Saudiarabien) |

|  | 15 oktober 2008 | Japan      | 1 – 1 | Uzbekistan    | Saitama Stadium, Saitama                                            |                                                                     |
|  |                 | Tamada 40′ |       | Shatskikh 27′ | Publik: 55 142 Domare: Ali Hamad Al-Badwawi (Förenade Arabemiraten) | Publik: 55 142 Domare: Ali Hamad Al-Badwawi (Förenade Arabemiraten) |
|  |                 |            |       |               | Publik: 55 142 Domare: Ali Hamad Al-Badwawi (Förenade Arabemiraten) | Publik: 55 142 Domare: Ali Hamad Al-Badwawi (Förenade Arabemiraten) |
|  |                 |            |       |               | Publik: 55 142 Domare: Ali Hamad Al-Badwawi (Förenade Arabemiraten) | Publik: 55 142 Domare: Ali Hamad Al-Badwawi (Förenade Arabemiraten) |

|  | 19 november 2008 | Qatar | 0 – 3 | Japan                              | Jassim Bin Hamad Stadium, Doha           |                                          |
|  |                  |       |       | T. Tanaka 19′ Tamada 47′ Tulio 68′ | Publik: 13 000 Domare: Sun Baojie (Kina) | Publik: 13 000 Domare: Sun Baojie (Kina) |
|  |                  |       |       |                                    | Publik: 13 000 Domare: Sun Baojie (Kina) | Publik: 13 000 Domare: Sun Baojie (Kina) |
|  |                  |       |       |                                    | Publik: 13 000 Domare: Sun Baojie (Kina) | Publik: 13 000 Domare: Sun Baojie (Kina) |

|  | 19 november 2008 | Bahrain | 0 – 1 | Australien      | Bahrain National Stadium, Riffa             |                                             |
|  |                  |         |       | Bresciano 90+3′ | Publik: 10 000 Domare: Masoud Moradi (Iran) | Publik: 10 000 Domare: Masoud Moradi (Iran) |
|  |                  |         |       |                 | Publik: 10 000 Domare: Masoud Moradi (Iran) | Publik: 10 000 Domare: Masoud Moradi (Iran) |
|  |                  |         |       |                 | Publik: 10 000 Domare: Masoud Moradi (Iran) | Publik: 10 000 Domare: Masoud Moradi (Iran) |

|  | 11 februari 2009 | Uzbekistan | 0 – 1 | Bahrain           | Pachtakor Markazij-stadion, Tasjkent                     |                                                          |
|  |                  |            |       | Abdulrahman 90+4′ | Publik: 30 000 Domare: Subkhiddin Mohd Salleh (Malaysia) | Publik: 30 000 Domare: Subkhiddin Mohd Salleh (Malaysia) |
|  |                  |            |       |                   | Publik: 30 000 Domare: Subkhiddin Mohd Salleh (Malaysia) | Publik: 30 000 Domare: Subkhiddin Mohd Salleh (Malaysia) |
|  |                  |            |       |                   | Publik: 30 000 Domare: Subkhiddin Mohd Salleh (Malaysia) | Publik: 30 000 Domare: Subkhiddin Mohd Salleh (Malaysia) |

|  | 11 februari 2009 | Japan | 0 – 0 | Australien | International Stadium Yokohama, Yokohama     |  |
|  |                  |       |       |            | Publik: 66 000 Domare: Muhsen Basma (Syrien) |  |
|  |                  |       |       |            |                                              |  |
|  |                  |       |       |            |                                              |  |

|  | 28 mars 2009 | Japan           | 1 – 0 | Bahrain | Saitama Stadium, Saitama                       |                                                |
|  |              | S. Nakamura 47′ |       |         | Publik: 62 000 Domare: Kim Dong-Jin (Sydkorea) | Publik: 62 000 Domare: Kim Dong-Jin (Sydkorea) |
|  |              |                 |       |         | Publik: 62 000 Domare: Kim Dong-Jin (Sydkorea) | Publik: 62 000 Domare: Kim Dong-Jin (Sydkorea) |
|  |              |                 |       |         | Publik: 62 000 Domare: Kim Dong-Jin (Sydkorea) | Publik: 62 000 Domare: Kim Dong-Jin (Sydkorea) |

|  | 28 mars 2009 | Uzbekistan                        | 4 – 0 | Qatar | Pachtakor Markazij-stadion, Tasjkent        |                                             |
|  |              | Tadjiyev 34′ 45+3′ 53′ Soliev 61′ |       |       | Publik: 18 000 Domare: Masoud Moradi (Iran) | Publik: 18 000 Domare: Masoud Moradi (Iran) |
|  |              |                                   |       |       | Publik: 18 000 Domare: Masoud Moradi (Iran) | Publik: 18 000 Domare: Masoud Moradi (Iran) |
|  |              |                                   |       |       | Publik: 18 000 Domare: Masoud Moradi (Iran) | Publik: 18 000 Domare: Masoud Moradi (Iran) |

|  | 1 april 2009 | Australien                    | 2 – 0 | Uzbekistan | ANZ Stadium, Sydney                                                 |                                                                     |
|  |              | Kennedy 66′ Kewell 73′ (str.) |       |            | Publik: 57 292 Domare: Ali Hamad Al-Badwawi (Förenade Arabemiraten) | Publik: 57 292 Domare: Ali Hamad Al-Badwawi (Förenade Arabemiraten) |
|  |              |                               |       |            | Publik: 57 292 Domare: Ali Hamad Al-Badwawi (Förenade Arabemiraten) | Publik: 57 292 Domare: Ali Hamad Al-Badwawi (Förenade Arabemiraten) |
|  |              |                               |       |            | Publik: 57 292 Domare: Ali Hamad Al-Badwawi (Förenade Arabemiraten) | Publik: 57 292 Domare: Ali Hamad Al-Badwawi (Förenade Arabemiraten) |

|  | 1 april 2009 | Bahrain   | 1 – 0 | Qatar | Bahrain National Stadium, Madinat 'Isa   |                                          |
|  |              | Aaish 52′ |       |       | Publik: 20 000 Domare: Sun Baojie (Kina) | Publik: 20 000 Domare: Sun Baojie (Kina) |
|  |              |           |       |       | Publik: 20 000 Domare: Sun Baojie (Kina) | Publik: 20 000 Domare: Sun Baojie (Kina) |
|  |              |           |       |       | Publik: 20 000 Domare: Sun Baojie (Kina) | Publik: 20 000 Domare: Sun Baojie (Kina) |

|  | 6 juni 2009 | Qatar | 0 – 0 | Australien | Jassim Bin Hamad Stadium, Doha                       |  |
|  |             |       |       |            | Publik: 7 000 Domare: Abdul Malik Bashir (Singapore) |  |
|  |             |       |       |            |                                                      |  |
|  |             |       |       |            |                                                      |  |

|  | 6 juni 2009 | Uzbekistan | 0 – 1 | Japan      | Pachtakor Markazij-stadion, Tasjkent         |                                              |
|  |             |            |       | Okazaki 9′ | Publik: 34 000 Domare: Muhsen Basma (Syrien) | Publik: 34 000 Domare: Muhsen Basma (Syrien) |
|  |             |            |       |            | Publik: 34 000 Domare: Muhsen Basma (Syrien) | Publik: 34 000 Domare: Muhsen Basma (Syrien) |
|  |             |            |       |            | Publik: 34 000 Domare: Muhsen Basma (Syrien) | Publik: 34 000 Domare: Muhsen Basma (Syrien) |

|  | 10 juni 2009 | Japan               | 1– 1 | Qatar           | International Stadium Yokohama, Yokohama                 |                                                          |
|  |              | Al Binali 2′ (sjm.) |      | Afif 53′ (str.) | Publik: 60 256 Domare: Subkhiddin Mohd Salleh (Malaysia) | Publik: 60 256 Domare: Subkhiddin Mohd Salleh (Malaysia) |
|  |              |                     |      |                 | Publik: 60 256 Domare: Subkhiddin Mohd Salleh (Malaysia) | Publik: 60 256 Domare: Subkhiddin Mohd Salleh (Malaysia) |
|  |              |                     |      |                 | Publik: 60 256 Domare: Subkhiddin Mohd Salleh (Malaysia) | Publik: 60 256 Domare: Subkhiddin Mohd Salleh (Malaysia) |

|  | 10 juni 2009 | Australien                | 2 – 0 | Bahrain | ANZ Stadium, Sydney                              |                                                  |
|  |              | Sterjovski 55′ Carney 88′ |       |         | Publik: 39 540 Domare: Abdullah Al Hilali (Oman) | Publik: 39 540 Domare: Abdullah Al Hilali (Oman) |
|  |              |                           |       |         | Publik: 39 540 Domare: Abdullah Al Hilali (Oman) | Publik: 39 540 Domare: Abdullah Al Hilali (Oman) |
|  |              |                           |       |         | Publik: 39 540 Domare: Abdullah Al Hilali (Oman) | Publik: 39 540 Domare: Abdullah Al Hilali (Oman) |

|  | 17 juni 2009 | Bahrain         | 1 – 0 | Uzbekistan | Bahrain National Stadium, Madinat 'Isa      |                                             |
|  |              | Abdulrahman 73′ |       |            | Publik: 14 100 Domare: Masoud Moradi (Iran) | Publik: 14 100 Domare: Masoud Moradi (Iran) |
|  |              |                 |       |            | Publik: 14 100 Domare: Masoud Moradi (Iran) | Publik: 14 100 Domare: Masoud Moradi (Iran) |
|  |              |                 |       |            | Publik: 14 100 Domare: Masoud Moradi (Iran) | Publik: 14 100 Domare: Masoud Moradi (Iran) |

|  | 17 juni 2009 | Australien     | 2 –1 | Japan     | Melbourne Cricket Ground, Melbourne                    |                                                        |
|  |              | Cahill 59′ 77′ |      | Tulio 39′ | Publik: 69 238 Domare: Khalil Al Ghamdi (Saudiarabien) | Publik: 69 238 Domare: Khalil Al Ghamdi (Saudiarabien) |
|  |              |                |      |           | Publik: 69 238 Domare: Khalil Al Ghamdi (Saudiarabien) | Publik: 69 238 Domare: Khalil Al Ghamdi (Saudiarabien) |
|  |              |                |      |           | Publik: 69 238 Domare: Khalil Al Ghamdi (Saudiarabien) | Publik: 69 238 Domare: Khalil Al Ghamdi (Saudiarabien) |

### Grupp B
| Lag                   | S | V | O | F | GM | IM | MS  | P  |
| --------------------- | - | - | - | - | -- | -- | --- | -- |
| Sydkorea              | 8 | 4 | 4 | 0 | 12 | 4  | +8  | 16 |
| Nordkorea             | 8 | 3 | 3 | 2 | 7  | 5  | +2  | 12 |
| Saudiarabien          | 8 | 3 | 3 | 2 | 8  | 8  | 0   | 12 |
| Iran                  | 8 | 2 | 5 | 1 | 8  | 7  | +1  | 11 |
| Förenade arabemiraten | 8 | 0 | 1 | 7 | 6  | 17 | −11 | 1  |

| Hemma \ Borta         | Förenade arabemiraten | Iran | Nordkorea | Saudiarabien | Sydkorea |
| Förenade arabemiraten | —                     | 1–1  | 1–2       | 1–2          | 0–2      |
| Iran                  | 1–0                   | —    | 2–1       | 1–2          | 1–1      |
| Nordkorea             | 2–0                   | 0–0  | —         | 1–0          | 1–1      |
| Saudiarabien          | 3–2                   | 1–1  | 0–0       | —            | 0–2      |
| Sydkorea              | 4–1                   | 1–1  | 1–0       | 0–0          | —        |

#### Resultat
|  | 6 september 2008 | Saudiarabien  | 1 – 1 | Iran         | King Fahd International Stadium, Riyadh         |                                                 |
|  |                  | Al-Harthi 29′ |       | Nekounam 81′ | Publik: 50 000 Domare: Mark Shield (Australien) | Publik: 50 000 Domare: Mark Shield (Australien) |
|  |                  |               |       |              | Publik: 50 000 Domare: Mark Shield (Australien) | Publik: 50 000 Domare: Mark Shield (Australien) |
|  |                  |               |       |              | Publik: 50 000 Domare: Mark Shield (Australien) | Publik: 50 000 Domare: Mark Shield (Australien) |

|  | 6 september 2008 | Förenade arabemiraten | 1 – 2 | Nordkorea                          | Al Jazira Mohammed Bin Zayed Stadium, Abu Dhabi     |                                                     |
|  |                  | Saeed 86′             |       | Choe Kum-Chol 72′ An Chol-Hyok 81′ | Publik: 10 000 Domare: Ravsjan Irmatov (Uzbekistan) | Publik: 10 000 Domare: Ravsjan Irmatov (Uzbekistan) |
|  |                  |                       |       |                                    | Publik: 10 000 Domare: Ravsjan Irmatov (Uzbekistan) | Publik: 10 000 Domare: Ravsjan Irmatov (Uzbekistan) |
|  |                  |                       |       |                                    | Publik: 10 000 Domare: Ravsjan Irmatov (Uzbekistan) | Publik: 10 000 Domare: Ravsjan Irmatov (Uzbekistan) |

|  | 10 september 2008 | Nordkorea               | 1 – 1 | Sydkorea         | Hongkou Stadium, Shanghai                   |                                             |
|  |                   | Hong Yong-Jo 64′ (str.) |       | Ki Sung-Yong 69′ | Publik: 3 000 Domare: Muhsen Basma (Syrien) | Publik: 3 000 Domare: Muhsen Basma (Syrien) |
|  |                   |                         |       |                  | Publik: 3 000 Domare: Muhsen Basma (Syrien) | Publik: 3 000 Domare: Muhsen Basma (Syrien) |
|  |                   |                         |       |                  | Publik: 3 000 Domare: Muhsen Basma (Syrien) | Publik: 3 000 Domare: Muhsen Basma (Syrien) |

|  | 10 september 2008 | Förenade arabemiraten | 1 – 2 | Saudiarabien            | Al Jazira Mohammed Bin Zayed Stadium, Abu Dhabi |                                                 |
|  |                   | Khater 23′            |       | Otaif 69′ Al-Fraidi 73′ | Publik: 15 000 Domare: Yuichi Nishimura (Japan) | Publik: 15 000 Domare: Yuichi Nishimura (Japan) |
|  |                   |                       |       |                         | Publik: 15 000 Domare: Yuichi Nishimura (Japan) | Publik: 15 000 Domare: Yuichi Nishimura (Japan) |
|  |                   |                       |       |                         | Publik: 15 000 Domare: Yuichi Nishimura (Japan) | Publik: 15 000 Domare: Yuichi Nishimura (Japan) |

|  | 15 oktober 2008 | Sydkorea                                              | 4 – 1 | Förenade arabemiraten | Seoul World Cup Stadium, Seoul                     |                                                    |
|  |                 | Lee Keun-Ho 20′ 80′ Park Ji-Sung 26′ Kwak Tae-Hwi 89′ |       | Al Hammadi 72′        | Publik: 30 000 Domare: Matthew Breeze (Australien) | Publik: 30 000 Domare: Matthew Breeze (Australien) |
|  |                 |                                                       |       |                       | Publik: 30 000 Domare: Matthew Breeze (Australien) | Publik: 30 000 Domare: Matthew Breeze (Australien) |
|  |                 |                                                       |       |                       | Publik: 30 000 Domare: Matthew Breeze (Australien) | Publik: 30 000 Domare: Matthew Breeze (Australien) |

|  | 15 oktober 2008 | Iran                       | 2 – 1 | Nordkorea       | Azadi Stadium, Teheran                           |                                                  |
|  |                 | Mahdavikia 9′ Nekounam 63′ |       | Jong Tae Se 72′ | Publik: 60 000 Domare: Abdullah Al Hilali (Oman) | Publik: 60 000 Domare: Abdullah Al Hilali (Oman) |
|  |                 |                            |       |                 | Publik: 60 000 Domare: Abdullah Al Hilali (Oman) | Publik: 60 000 Domare: Abdullah Al Hilali (Oman) |
|  |                 |                            |       |                 | Publik: 60 000 Domare: Abdullah Al Hilali (Oman) | Publik: 60 000 Domare: Abdullah Al Hilali (Oman) |

|  | 19 november 2008 | Förenade arabemiraten | 1 – 1 | Iran        | Al-Maktoum Stadium, Dubai                               |                                                         |
|  |                  | Juma'a 20′            |       | Bagheri 81′ | Publik: 8 000 Domare: Subkhiddin Mohd Salleh (Malaysia) | Publik: 8 000 Domare: Subkhiddin Mohd Salleh (Malaysia) |
|  |                  |                       |       |             | Publik: 8 000 Domare: Subkhiddin Mohd Salleh (Malaysia) | Publik: 8 000 Domare: Subkhiddin Mohd Salleh (Malaysia) |
|  |                  |                       |       |             | Publik: 8 000 Domare: Subkhiddin Mohd Salleh (Malaysia) | Publik: 8 000 Domare: Subkhiddin Mohd Salleh (Malaysia) |

|  | 19 november 2008 | Saudiarabien | 0 – 2 | Sydkorea                             | King Fahd International Stadium, Riyadh               |                                                       |
|  |                  |              |       | Lee Keun-Ho 77′ Park Chu-Young 90+1′ | Publik: 60 000 Domare: Abdul Malik Bashir (Singapore) | Publik: 60 000 Domare: Abdul Malik Bashir (Singapore) |
|  |                  |              |       |                                      | Publik: 60 000 Domare: Abdul Malik Bashir (Singapore) | Publik: 60 000 Domare: Abdul Malik Bashir (Singapore) |
|  |                  |              |       |                                      | Publik: 60 000 Domare: Abdul Malik Bashir (Singapore) | Publik: 60 000 Domare: Abdul Malik Bashir (Singapore) |

|  | 11 februari 2009 | Nordkorea      | 1 – 0 | Saudiarabien | Kim Il-Sung Stadium, Pyongyang                      |                                                     |
|  |                  | Mun In-Guk 29′ |       |              | Publik: 48 000 Domare: Ravsjan Irmatov (Uzbekistan) | Publik: 48 000 Domare: Ravsjan Irmatov (Uzbekistan) |
|  |                  |                |       |              | Publik: 48 000 Domare: Ravsjan Irmatov (Uzbekistan) | Publik: 48 000 Domare: Ravsjan Irmatov (Uzbekistan) |
|  |                  |                |       |              | Publik: 48 000 Domare: Ravsjan Irmatov (Uzbekistan) | Publik: 48 000 Domare: Ravsjan Irmatov (Uzbekistan) |

|  | 11 februari 2009 | Iran         | 1 – 1 | Sydkorea         | Azadi Stadium, Teheran                           |                                                  |
|  |                  | Nekounam 58′ |       | Park Ji-Sung 81′ | Publik: 75 000 Domare: Ben Williams (Australien) | Publik: 75 000 Domare: Ben Williams (Australien) |
|  |                  |              |       |                  | Publik: 75 000 Domare: Ben Williams (Australien) | Publik: 75 000 Domare: Ben Williams (Australien) |
|  |                  |              |       |                  | Publik: 75 000 Domare: Ben Williams (Australien) | Publik: 75 000 Domare: Ben Williams (Australien) |

|  | 28 mars 2009 | Iran        | 1 – 2 | Saudiarabien               | Azadi Stadium, Teheran                           |                                                  |
|  |              | Shojaei 57′ |       | Hazazi 78′ Al-Muwallad 86′ | Publik: 100 000 Domare: Yuichi Nishimura (Japan) | Publik: 100 000 Domare: Yuichi Nishimura (Japan) |
|  |              |             |       |                            | Publik: 100 000 Domare: Yuichi Nishimura (Japan) | Publik: 100 000 Domare: Yuichi Nishimura (Japan) |
|  |              |             |       |                            | Publik: 100 000 Domare: Yuichi Nishimura (Japan) | Publik: 100 000 Domare: Yuichi Nishimura (Japan) |

|  | 28 mars 2009 | Nordkorea                          | 2 – 0 | Förenade arabemiraten | Kim Il-Sung Stadium, Pyongyang                     |                                                    |
|  |              | Pak Nam-Chol 51′ Mun In-Guk 90'+3′ |       |                       | Publik: 50 000 Domare: Matthew Breeze (Australien) | Publik: 50 000 Domare: Matthew Breeze (Australien) |
|  |              |                                    |       |                       | Publik: 50 000 Domare: Matthew Breeze (Australien) | Publik: 50 000 Domare: Matthew Breeze (Australien) |
|  |              |                                    |       |                       | Publik: 50 000 Domare: Matthew Breeze (Australien) | Publik: 50 000 Domare: Matthew Breeze (Australien) |

|  | 1 april 2009 | Sydkorea        | 1 – 0 | Nordkorea | Seoul World Cup Stadium, Seoul                   |                                                  |
|  |              | Kim Chi-Woo 86′ |       |           | Publik: 48 000 Domare: Abdullah Al Hilali (Oman) | Publik: 48 000 Domare: Abdullah Al Hilali (Oman) |
|  |              |                 |       |           | Publik: 48 000 Domare: Abdullah Al Hilali (Oman) | Publik: 48 000 Domare: Abdullah Al Hilali (Oman) |
|  |              |                 |       |           | Publik: 48 000 Domare: Abdullah Al Hilali (Oman) | Publik: 48 000 Domare: Abdullah Al Hilali (Oman) |

|  | 1 april 2009 | Saudiarabien                               | 3 – 2 | Förenade arabemiraten     | King Fahd International Stadium, Riyadh                  |                                                          |
|  |              | Ateef 4′ (str.) Juma 70′ (sjm.) Hazazi 85′ |       | Al Shehhi 38′ Matar 45+1′ | Publik: 70 000 Domare: Subkhiddin Mohd Salleh (Malaysia) | Publik: 70 000 Domare: Subkhiddin Mohd Salleh (Malaysia) |
|  |              |                                            |       |                           | Publik: 70 000 Domare: Subkhiddin Mohd Salleh (Malaysia) | Publik: 70 000 Domare: Subkhiddin Mohd Salleh (Malaysia) |
|  |              |                                            |       |                           | Publik: 70 000 Domare: Subkhiddin Mohd Salleh (Malaysia) | Publik: 70 000 Domare: Subkhiddin Mohd Salleh (Malaysia) |

|  | 6 juni 2009 | Förenade arabemiraten | 0 – 2 | Sydkorea                           | Al-Maktoum Stadium, Dubai                      |                                                |
|  |             |                       |       | Park Chu-Young 9′ Ki Sung-Yong 37′ | Publik: 4 000 Domare: Abdullah Balideh (Qatar) | Publik: 4 000 Domare: Abdullah Balideh (Qatar) |
|  |             |                       |       |                                    | Publik: 4 000 Domare: Abdullah Balideh (Qatar) | Publik: 4 000 Domare: Abdullah Balideh (Qatar) |
|  |             |                       |       |                                    | Publik: 4 000 Domare: Abdullah Balideh (Qatar) | Publik: 4 000 Domare: Abdullah Balideh (Qatar) |

|  | 6 juni 2009 | Nordkorea | 0 – 0 | Iran | Yanggakdo Stadium, Pyongyang             |  |
|  |             |           |       |      | Publik: 30 000 Domare: Sun Baojie (Kina) |  |
|  |             |           |       |      |                                          |  |
|  |             |           |       |      |                                          |  |

|  | 10 juni 2009 | Iran       | 1 – 0 | Förenade arabemiraten | Azadi Stadium, Teheran                              |                                                     |
|  |              | Karimi 53′ |       |                       | Publik: 38 000 Domare: Ravsjan Irmatov (Uzbekistan) | Publik: 38 000 Domare: Ravsjan Irmatov (Uzbekistan) |
|  |              |            |       |                       | Publik: 38 000 Domare: Ravsjan Irmatov (Uzbekistan) | Publik: 38 000 Domare: Ravsjan Irmatov (Uzbekistan) |
|  |              |            |       |                       | Publik: 38 000 Domare: Ravsjan Irmatov (Uzbekistan) | Publik: 38 000 Domare: Ravsjan Irmatov (Uzbekistan) |

|  | 10 juni 2009 | Sydkorea | 0 – 0 | Saudiarabien | Seoul World Cup Stadium, Seoul                   |  |
|  |              |          |       |              | Publik: 32 510 Domare: Ben Williams (Australien) |  |
|  |              |          |       |              |                                                  |  |
|  |              |          |       |              |                                                  |  |

|  | 17 juni 2009 | Saudiarabien | 0 – 0 | Nordkorea | King Fahd International Stadium, Riyadh      |  |
|  |              |              |       |           | Publik: 65 000 Domare: Muhsen Basma (Syrien) |  |
|  |              |              |       |           |                                              |  |
|  |              |              |       |           |                                              |  |

|  | 17 juni 2009 | Sydkorea         | 1 – 1 | Iran        | Seoul World Cup Stadium, Seoul                  |                                                 |
|  |              | Park Ji-Sung 82′ |       | Shojaei 52′ | Publik: 40 000 Domare: Yuichi Nishimura (Japan) | Publik: 40 000 Domare: Yuichi Nishimura (Japan) |
|  |              |                  |       |             | Publik: 40 000 Domare: Yuichi Nishimura (Japan) | Publik: 40 000 Domare: Yuichi Nishimura (Japan) |
|  |              |                  |       |             | Publik: 40 000 Domare: Yuichi Nishimura (Japan) | Publik: 40 000 Domare: Yuichi Nishimura (Japan) |

## Femte omgången
Bahrain spelade mot Saudiarabien i två oavgjorda matcher i omgång 5, där bortamålsregeln fick avgöra till Bahrains fördel (2–0).
|             | 5 september 2009 | Bahrain | 0 – 0   | Saudiarabien | Bahrain National Stadium, Riffa                |                                                |
| 22.00 UTC+3 | 22.00 UTC+3      |         | Rapport |              | Publik: 16 000 Domare: Yuichi Nishimura, Japan | Publik: 16 000 Domare: Yuichi Nishimura, Japan |
| 22.00 UTC+3 | 22.00 UTC+3      |         |         |              | Publik: 16 000 Domare: Yuichi Nishimura, Japan | Publik: 16 000 Domare: Yuichi Nishimura, Japan |
| 22.00 UTC+3 | 22.00 UTC+3      |         |         |              | Publik: 16 000 Domare: Yuichi Nishimura, Japan | Publik: 16 000 Domare: Yuichi Nishimura, Japan |

|             | 9 september 2009 | Saudiarabien                        | 2 – 2           | Bahrain                          | King Fahd International Stadium, Riyadh            |                                                    |
| 22.15 UTC+3 | 22.15 UTC+3      | Al-Shamrani 13′ Al-Montashari 90+1′ | (1 – 1) Rapport | 42′ Jaycee John 90+3′ Abdullatif | Publik: 50 000 Domare: Ravsjan Irmatov, Uzbekistan | Publik: 50 000 Domare: Ravsjan Irmatov, Uzbekistan |
| 22.15 UTC+3 | 22.15 UTC+3      |                                     |                 |                                  | Publik: 50 000 Domare: Ravsjan Irmatov, Uzbekistan | Publik: 50 000 Domare: Ravsjan Irmatov, Uzbekistan |
| 22.15 UTC+3 | 22.15 UTC+3      |                                     |                 |                                  | Publik: 50 000 Domare: Ravsjan Irmatov, Uzbekistan | Publik: 50 000 Domare: Ravsjan Irmatov, Uzbekistan |

## AFC–OFC playoff
|             | 10 oktober 2009 | Bahrain | 0 – 0   | Nya Zeeland | Bahrain National Stadium, Riffa              |                                              |
| 18.30 UTC+3 | 18.30 UTC+3     |         | Rapport |             | Publik: 37 000 Domare: Viktor Kassai, Ungern | Publik: 37 000 Domare: Viktor Kassai, Ungern |
| 18.30 UTC+3 | 18.30 UTC+3     |         |         |             | Publik: 37 000 Domare: Viktor Kassai, Ungern | Publik: 37 000 Domare: Viktor Kassai, Ungern |
| 18.30 UTC+3 | 18.30 UTC+3     |         |         |             | Publik: 37 000 Domare: Viktor Kassai, Ungern | Publik: 37 000 Domare: Viktor Kassai, Ungern |

|              | 14 November 2009 | Nya Zeeland | 1 – 0           | Bahrain | Westpac Stadium, Wellington                     |                                                 |
| 20.00 UTC+13 | 20.00 UTC+13     | Fallon 45′  | (1 – 0) Rapport |         | Publik: 36 500 Domare: Jorge Larrionda, Uruguay | Publik: 36 500 Domare: Jorge Larrionda, Uruguay |
| 20.00 UTC+13 | 20.00 UTC+13     |             |                 |         | Publik: 36 500 Domare: Jorge Larrionda, Uruguay | Publik: 36 500 Domare: Jorge Larrionda, Uruguay |
| 20.00 UTC+13 | 20.00 UTC+13     |             |                 |         | Publik: 36 500 Domare: Jorge Larrionda, Uruguay | Publik: 36 500 Domare: Jorge Larrionda, Uruguay |

### Webbkällor
- ”Asian qualifying review” (på engelska). fifa.com. Fifa. http://www.fifa.com/worldcup/archive/southafrica2010/finaldraw/preliminariesreview/asia.html. Läst 19 augusti 2011.
- ”Preliminary Competition Asia – Competition Format” (på engelska) (PDF). fifa.com. Fifa. 24 juni 2008. http://www.fifa.com/mm/document/tournament/competition/2010_fwc_qualification_format_asia_en_55861.pdf. Läst 19 augusti 2011.
- ”2010 FIFA World Cup Preliminaries – Groups and Standings – Asia” (på engelska). fifa.com. Fifa. http://www.fifa.com/worldcup/archive/southafrica2010/preliminaries/asia/standings/index.html. Läst 19 augusti 2011.
- ”2010 FIFA World Cup Preliminaries – Matches – Asia” (på engelska). fifa.com. Fifa. http://www.fifa.com/worldcup/archive/southafrica2010/preliminaries/asia/matches/index.html. Läst 19 augusti 2011.